# 氷上村
氷上村（ひかみむら）は、香川県木田郡にあった村。

## 歴史
- 1890年2月15日 - 町村制施行に伴い、三木郡氷上村・上高岡村（かみたかおかむら）が合併し、氷上村となる。
- 1899年4月1日 - 三木郡が山田郡と合併し、木田郡となる。
- 1952年1月1日 - 大字氷上字東石塚が、田中村に編入される。
- 1954年10月1日 - 平井町・神山村・田中村・下高岡村と新設合併し、三木町が発足。同日付で氷上村が廃止。

## 出身著名人
- 大西虎之介（貴族院多額納税者議員）